# Mummolin
Mummolin(us) war ein im 6. Jahrhundert lebender fränkischer Adliger aus Soissons, weshalb er von Gregor von Tours (wohl zur Unterscheidung von einer anderen Person gleichen Namens) als Mummolinus Sessionicus bezeichnet wurde.
Über Mummolinus ist nur wenig bekannt, Gregor erwähnt ihn eher beiläufig. Mummolinus stand aber in Kontakt mit Venantius Fortunatus und war offenbar gallorömischer sowie adeliger Abstammung. Er war der Vater von Bodogisel und Babo bzw. Bobo; zumindest letzterer hat Gregor zufolge den Titel eines dux geführt. Mummolinus hat eventuell ebenfalls als dux fungiert, wenngleich in den Quellen kein konkreter Titel für ihn erwähnt wird; er war aber um 565/66 einer der einflussreichsten Großen am Hof König Sigiberts I. Seine beiden Söhne fungierten zu unterschiedlichen Zeiten (Babo wohl um 586 und Bodogisel um 589) als merowingische Gesandte am byzantinischen Kaiserhof in Konstantinopel, wobei Bodegisel noch auf der Hinreise bei einem Streit in Karthago getötet wurde.